# Red Hot Chilli Pipers

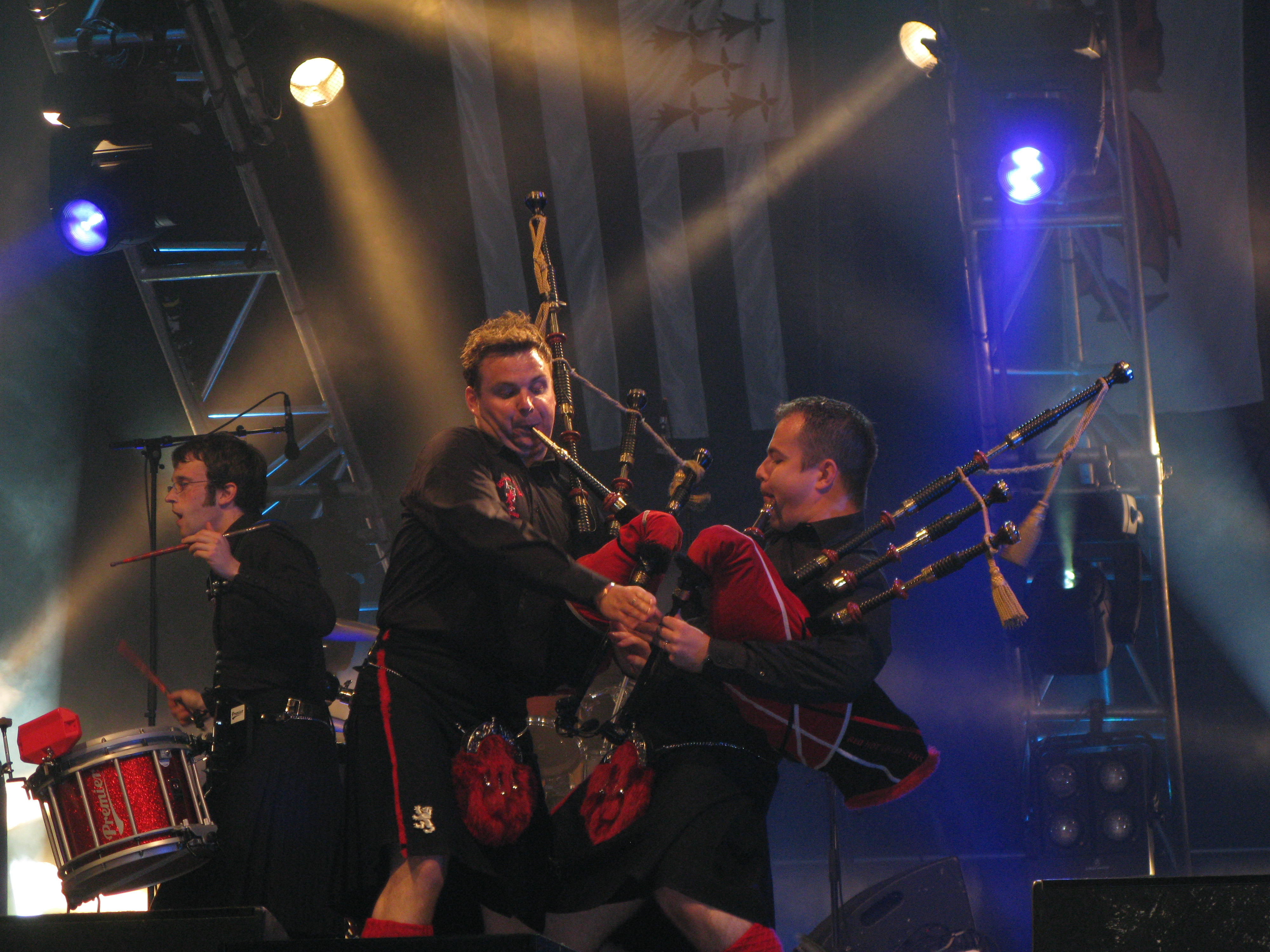
Integrantes da Red Hit Chilli Pipers em um dos seus shows

Red Hot Chilli Pipers é uma banda de rock escocesa, conhecida por tocar músicas com gaita de fole. O nome da banda é um trocadilho com o nome da banda de rock Red Hot Chili Peppers, utilizando a palavra "pipers" (gaiteiros, em inglês) ao invés de "peppers" (pimenta, em inglês).
Formada em 2004, a banda foi a vencedora do programa de talentos da BBC When Will I Be Famous?, em 2007.
O quarto álbum da banda, Music for the Kilted Generation (uma trocadilho ao álbum Music for the Jilted Generation, da banda The Prodigy), atingiu a posição número 2 da parada musical "US Amazon Chart".
O grupo aparece na trilha-sonora do filme Como Treinar o Seu Dragão 2.

## Discografia
- 2005 – The Red Hot Chilli Pipers
- 2007 – Bagrock to the Masses
- 2008 – Blast Live (DVD)  3× platina[5]
- 2010 – Music for the Kilted Generation
- 2012 – Braveheart
- 2013 – Breathe (canção de Red Hot Chilli Pipers)
- 2014 – Live at the Lake 2014
- 2016 – Octane

## Prêmios e Indicações
| Ano  | Prêmio                  | Categoria                     | Resultado | Ref.  |
| ---- | ----------------------- | ----------------------------- | --------- | ----- |
| 2007 | Scots Trad Music Awards | Scottish Live Act of the Year | Venceu    | [ 6 ] |
| 2010 | Scots Trad Music Awards | Scottish Live Act of the Year | Venceu    | [ 6 ] |